# 송도역
송도역(松島驛, Songdo station)은 대한민국 인천광역시 연수구 옥련동에 있는 수도권 전철 수인·분당선의 전철역이다. 2025년부터 인천발 KTX와 경강선 일반열차의 시·종착역이 될 예정이며, 이 사업은 국토교통부 제3차 국가철도망 구축 기본계획에 반영되어 있다. 이 역에만 지상 구간이다. 이 역과 연수역 사이에는 일부 지하 구간이 존재한다.

## 역사
- 1937년 8월 5일 : 정차장 등급으로 영업 개시[2]
- 1973년 7월 14일 : 남인천 ~ 송도 구간 폐지로 수인선 시·종착역이 됨[3]
- 1988년 10월 25일 : 영업거리표 개정 (수원 기점 47.0km→46.3km)[4]
- 1992년 7월 20일 : 연수택지지구 개발로 영업 중지[5]
- 1994년 9월 1일 : 송도 ~ 한대앞 구간의 폐지와 함께 폐역[6]
- 2012년 6월 30일 : 수인선 오이도 ~ 송도 구간 재개통과 함께 전철역으로 영업 개시[7]
- 2016년 2월 27일 : 수인선 송도 ~ 인천 연장 구간 개통 및 중간역으로 전환[8][9]
- 2020년 5월 29일 : 철도거리표 개정에 따른 기점 및 거리 수정.[10]
- 2020년 9월 12일 : 수원 - 오이도 구간 개통으로 분당선과 직결운행
- 2020년 9월 12일: 수인분당선개통으로 역번호가 K267으로 변경
- 미정 : 수도권 전철 4호선 송도역 ~ 오이도역 구간 연장 개통 예정

## 역 구조
전철화 이후에 2면 4선의 쌍섬식 승강장을 갖추고 있다. 화물 처리에 대비한 선로 증설 부지가 있으나 현재 선로는 없다. 스크린도어가 설치되어 있다. 2023년 10월 KTX 노반시설 공사중이다.

### 승강장
| ↑ 연수          |
| ４３ \| ２１ \| |
| 학익↓           |

| 1·2 | ● 수도권 전철 수인·분당선 | 인하대 · 숭의 · 인천 방면 |
| 3·4 | ● 수도권 전철 수인·분당선 | 연수 · 수원 · 왕십리 방면 |

## 역 주변
| 나가는 곳 | 방면                                                                                     |
| --------- | ---------------------------------------------------------------------------------------- |
| 1         | 옥련치안센터 송도초등학교 옥련1동행정복지센터 옥련중학교 옥련여자고등학교 인천해양경찰서 |

## 명칭과 관련된 이야기
이 곳은 원래 옥련이라는 지명으로 불려 왔으나, 송도라는 명칭은 일본의 명승지인 마쓰시마에서 유래한 것이면서도, 동학 농민 운동 이후 인천항을 수시로 드나들었던 일본 제국 해군의 방호순양함인 마쓰시마함(松島, 송도의 훈독)에서 유래되었다고 전해진다. 즉 한일 합방 조약 체결 이후에 조선을 식민 통치하고 있던 일본 제국이 이 군함을 기리는 의미로 해당 지역을 “송도”로 개명한 것이며, 광복 후 일제 잔재 청산의 목적으로 옥련동으로 환원시켰으나 1990년대 들어 인근의 해상을 매립하여 새 매립지가 송도국제도시란 이름으로 개발되었다. 고로 일제의 잔재인 지명으로 볼 수 있다. 또한 이 역이 소재한 옥련동 일대와 송도국제도시의 중심 관청인 인천경제자유구역청은 직선 거리로 4km나 떨어져 있다. 이 역의 명칭인 “송도역”은 단지 일제 강점기부터 있던 역이며 증축 및 개축을 통해 같은 위치에 새로 건설한 역이라 하여 이를 계승한다는 명목만으로 유지되었을 뿐, 결코 송도국제도시를 의미하는 것은 아니다. 고로 옥련동 일대의 기존 주민의 "송도"에 대한 인식은 단지 이 송도역 인근을 말하는 것으로 국한된다. 이로 인해 송도국제도시를 가려던 사람이 역명만 보고 혼동해서 이 역으로 잘못 오는 경우가 생긴다.

## 이용객 변동
2012년 자료는 개통일인 2012년 6월 30일부터 12월 31일까지인 185일 기준으로 집계한 것이다.
| 노선   | 노선 | 일평균 인원수 (명/일) | 일평균 인원수 (명/일) | 일평균 인원수 (명/일) | 일평균 인원수 (명/일) | 일평균 인원수 (명/일) | 일평균 인원수 (명/일) | 일평균 인원수 (명/일) | 일평균 인원수 (명/일) | 일평균 인원수 (명/일) | 일평균 인원수 (명/일) | 일평균 인원수 (명/일) | 일평균 인원수 (명/일) | 각주   |
| 노선   | 노선 | 2012년                | 2013년                | 2014년                | 2015년                | 2016년                | 2017년                | 2018년                | 2019년                | 2020년                | 2021년                | 2022년                | 2023년                | 각주   |
| ------ | ---- | --------------------- | --------------------- | --------------------- | --------------------- | --------------------- | --------------------- | --------------------- | --------------------- | --------------------- | --------------------- | --------------------- | --------------------- | ------ |
| 수인선 | 승차 | 2,172                 | 2,896                 | 3,390                 | 3,574                 | 3,127                 | 3,077                 | 2,896                 | 2,909                 | 2,025                 | 2,156                 | 2,267                 | 2,448                 | [ 12 ] |
| 수인선 | 하차 | 2,302                 | 2,960                 | 3,440                 | 3,619                 | 3,047                 | 2,980                 | 2,759                 | 2,729                 | 1,888                 | 2,019                 | 2,141                 | 2,236                 | [ 12 ] |

## 승강장

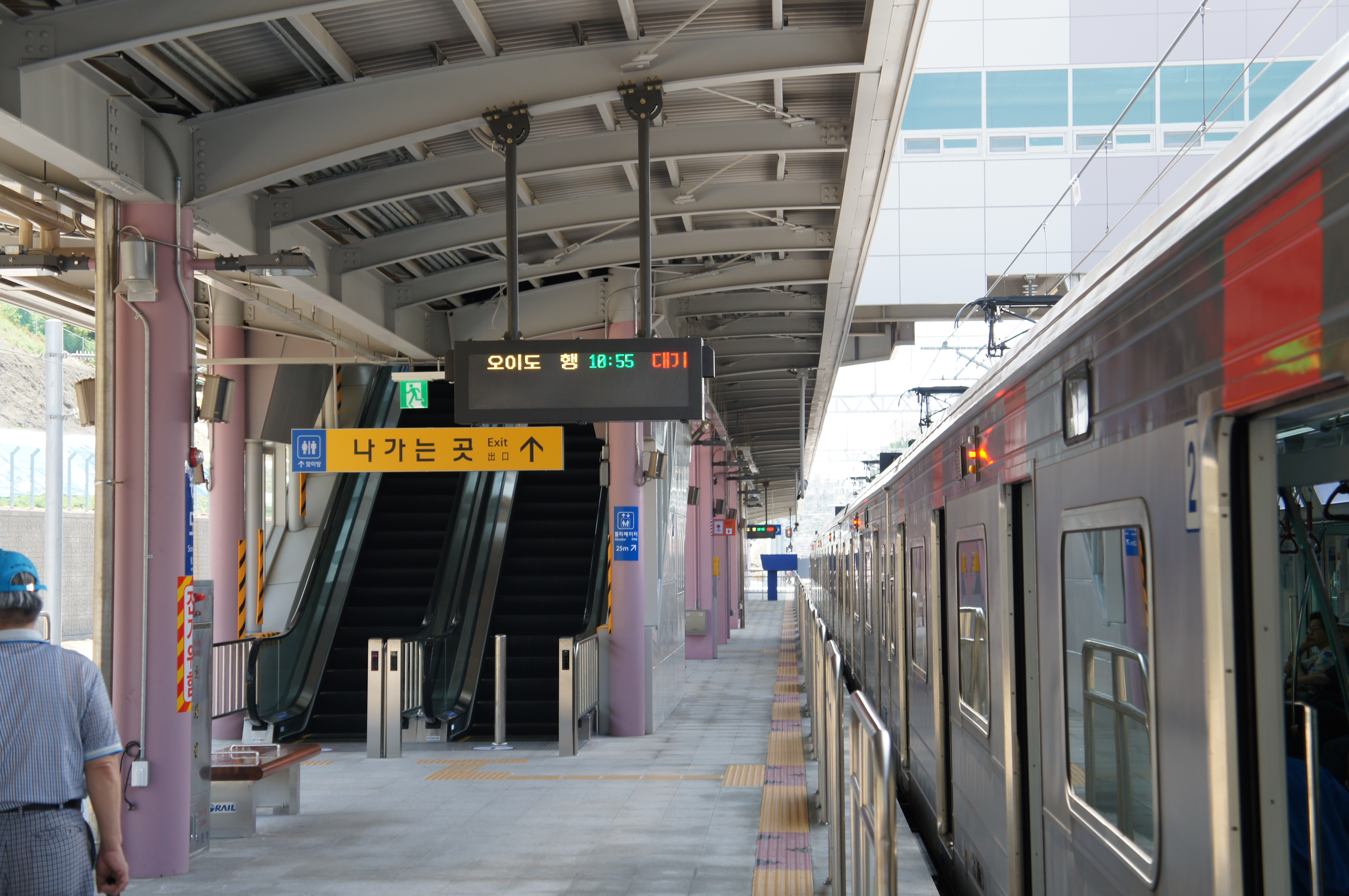
스크린도어 설치 전 (2012년)
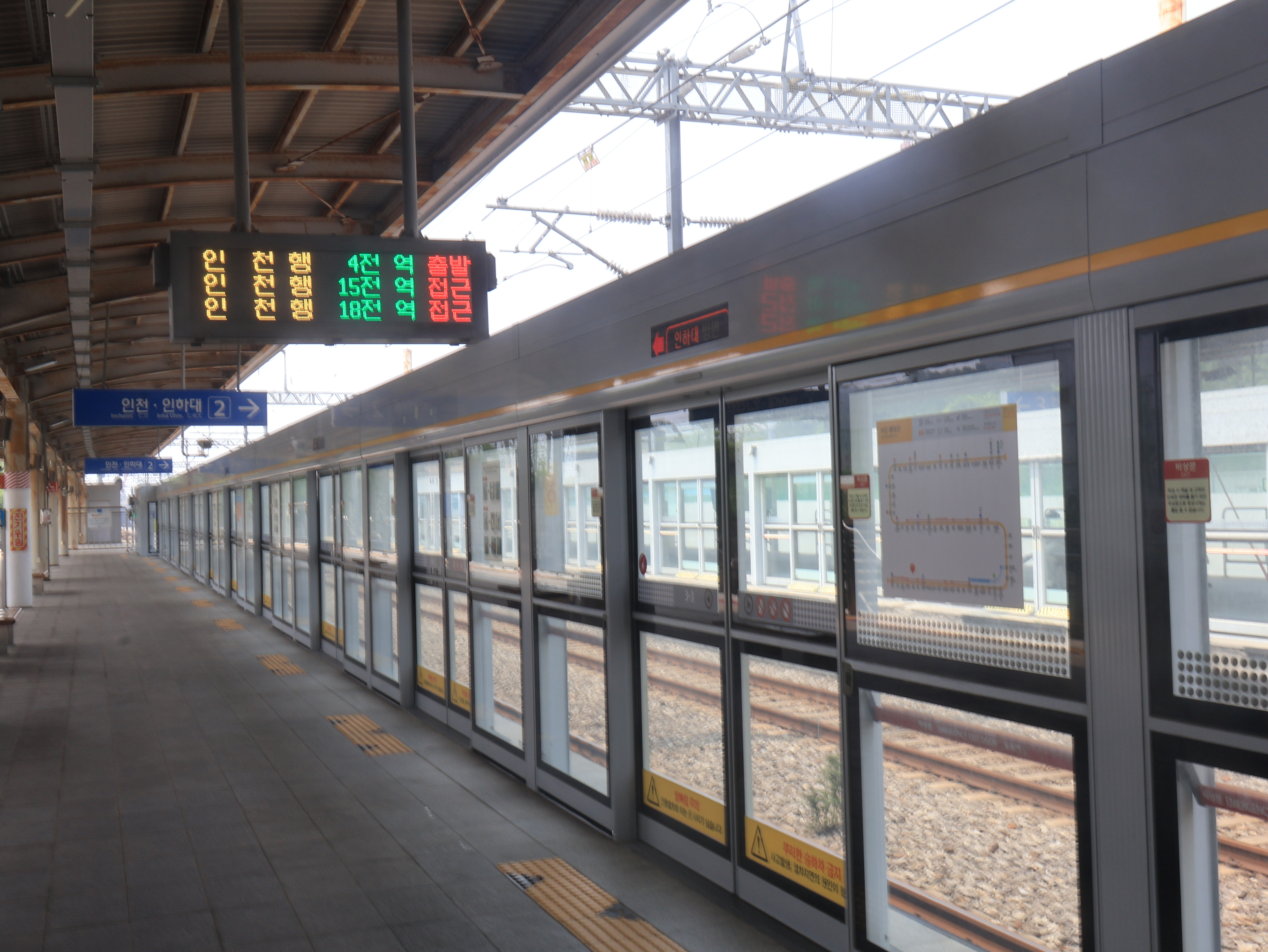
스크린도어 설치 후 (2024년)

2016년부터 본격 시작된 전국 광역철도 승강장 스크린도어 설치 작업의 일환으로 승강장 내 스크린도어가 설치되었다.

## 사진

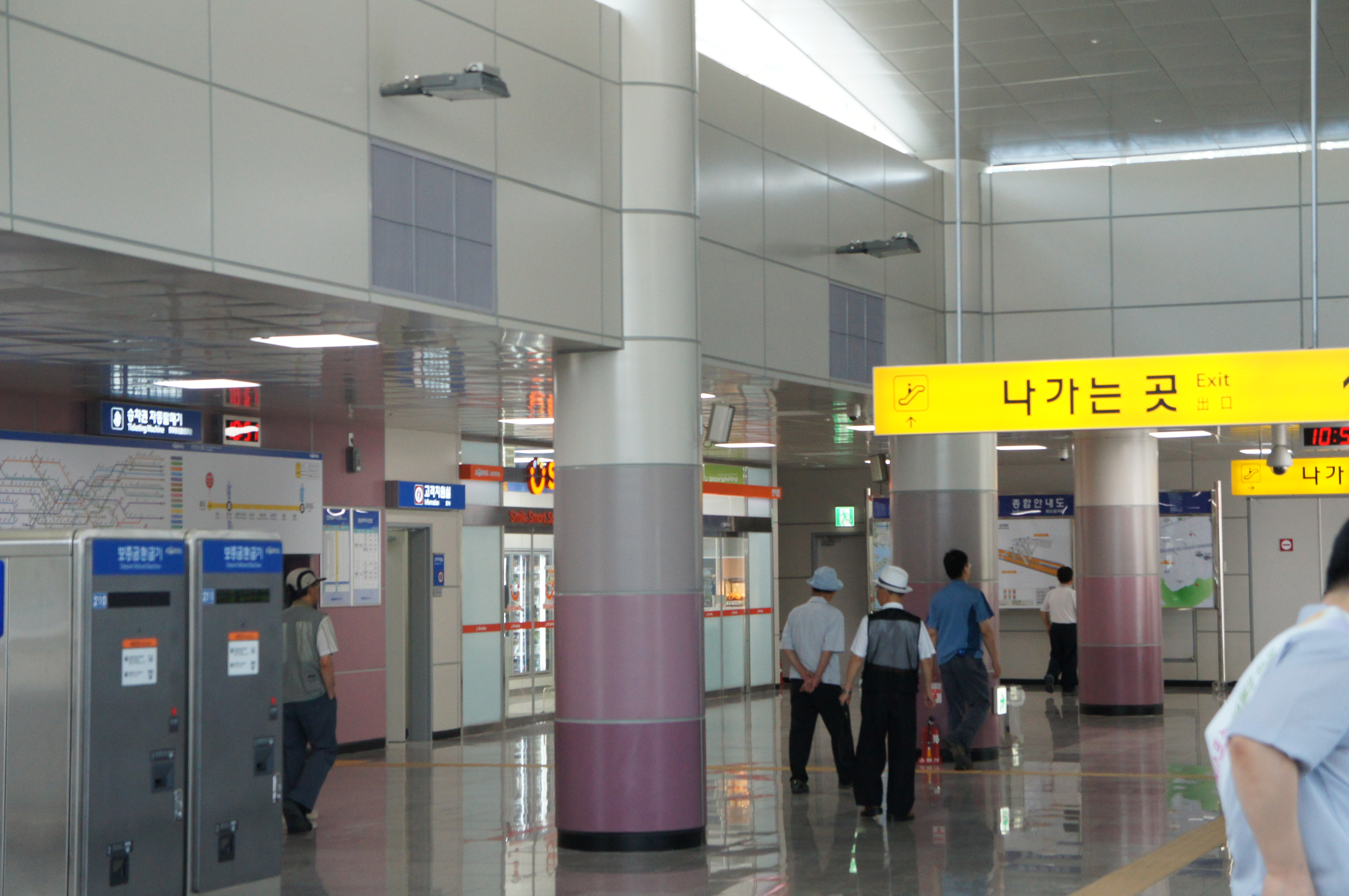
대합실
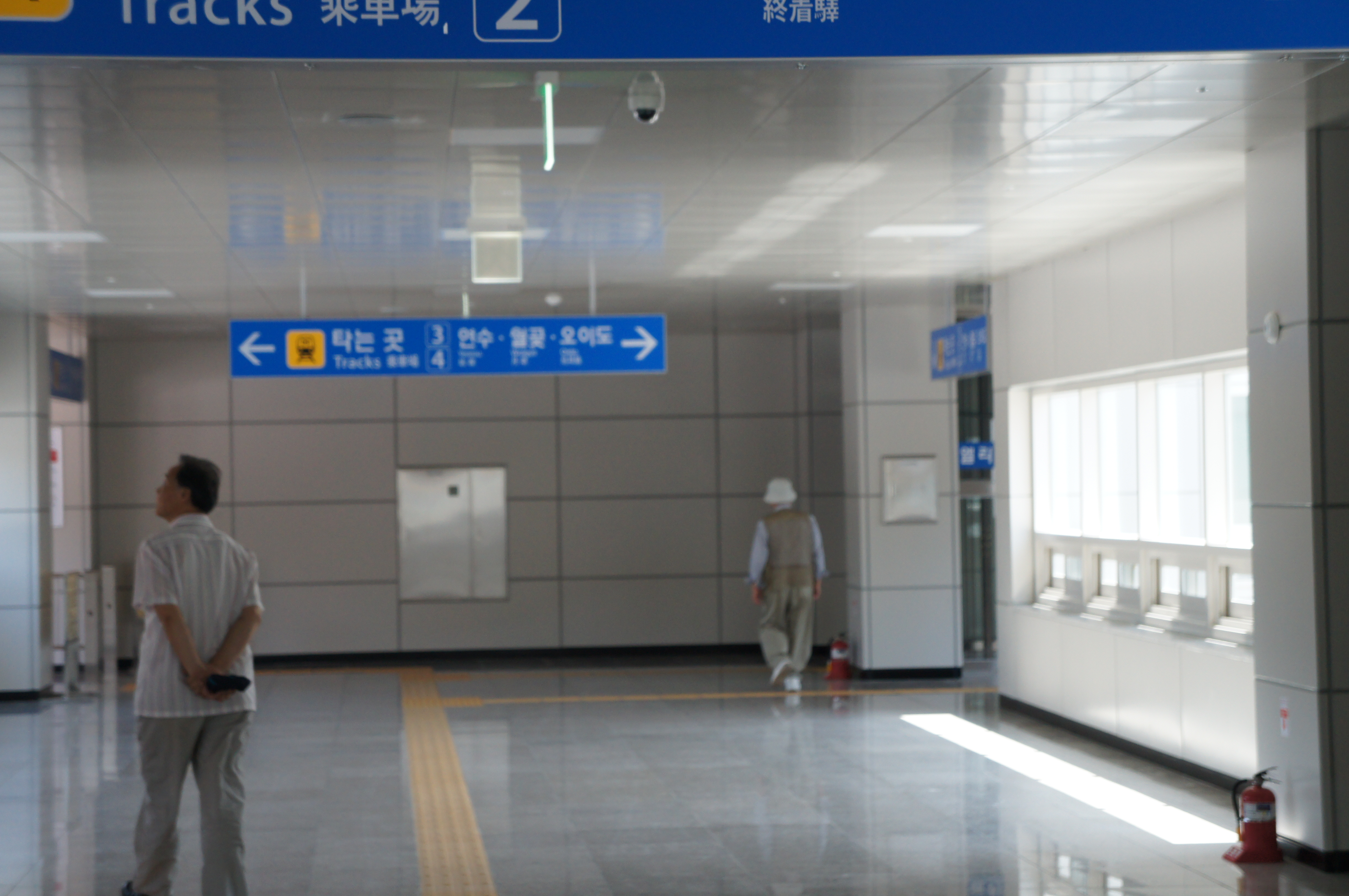
플랫폼
마무리 공사중이던 역사
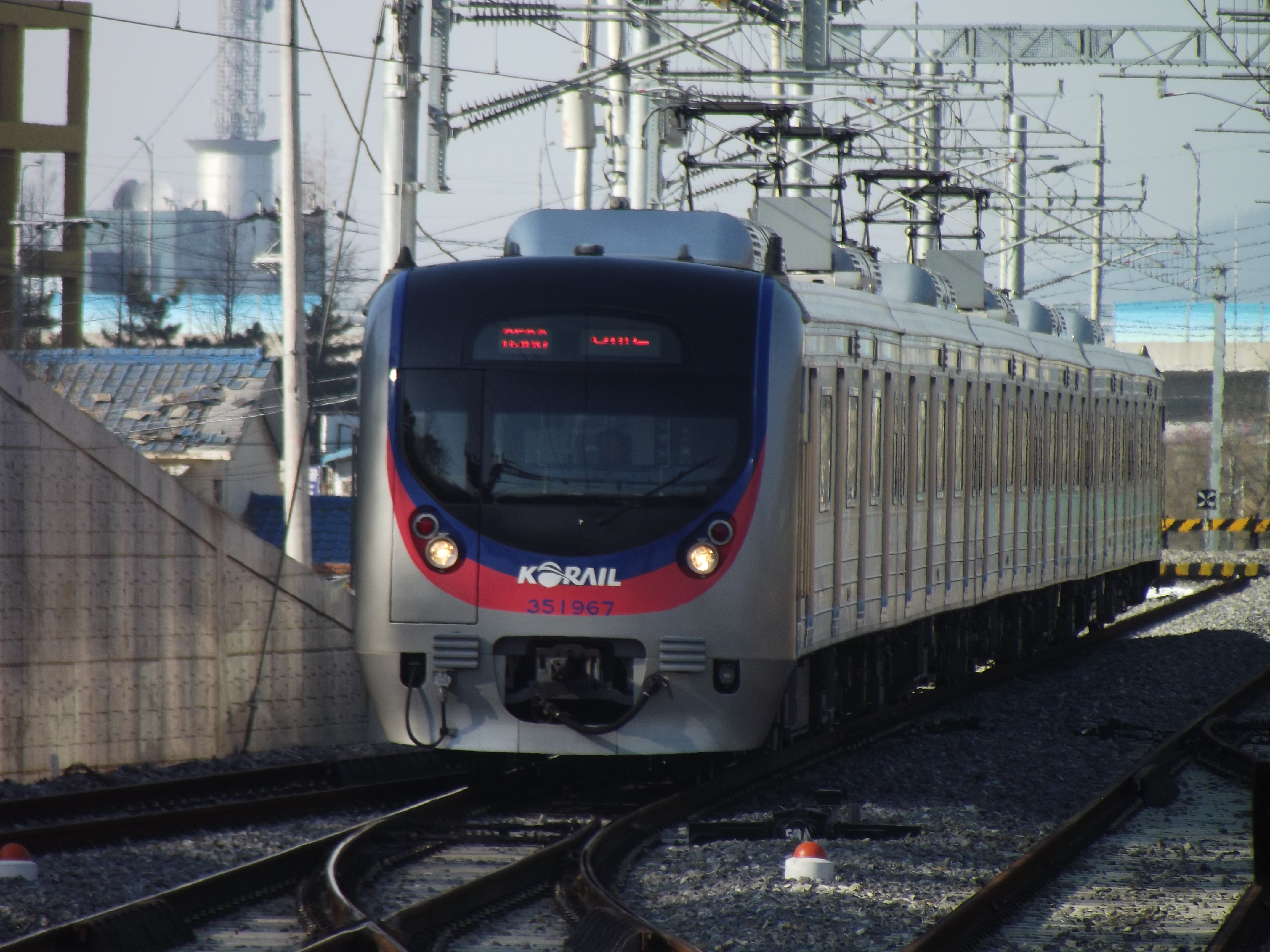
회차선에서 역 구내로 진입하는 전동차 (연장 개통 전및 전동차 도색변경전)
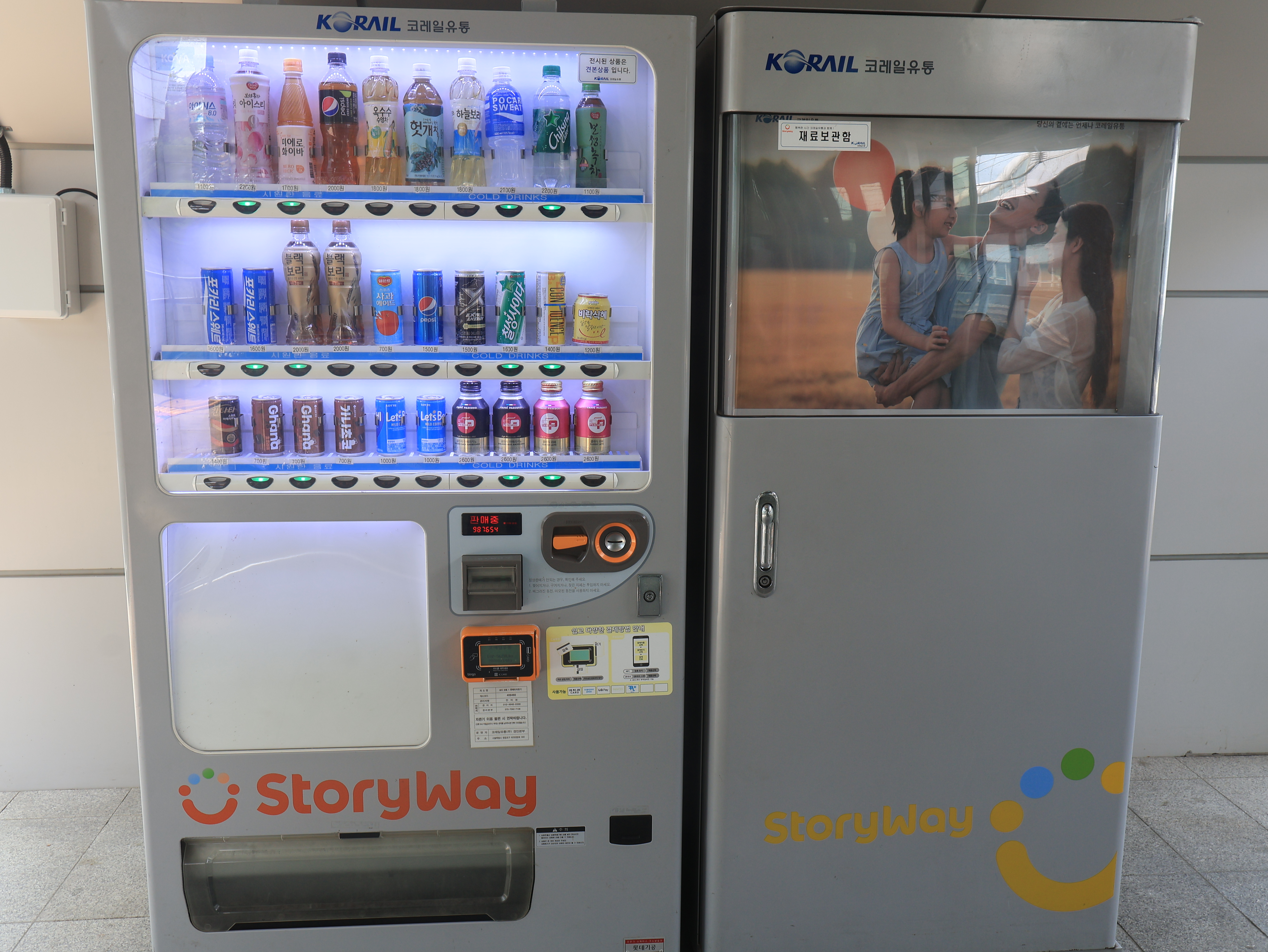
승강장 내 스토리웨이 음료수 자판기

## 인접한 역
| 수인선                | 수인선                         | 수인선              |
| --------------------- | ------------------------------ | ------------------- |
| K266 연수 청량리 방면 | ● 수도권 전철 수인·분당선 완행 | K268 학익 인천 방면 |